# Casey Luna
Casey E. Luna (Pueblo de Jémez, 26 de mayo de 1931) es un político, empresario y automovilista estadounidense afiliado al Partido Demócrata que se desempeñó como vicegobernador de Nuevo México desde 1991 hasta 1995. Anteriormente dirigía un concesionario de automóviles en Belén, Nuevo México.

## Biografía
Nació el 26 de mayo de 1931 en Cañón de Jémez, hijo de Casimiro Luna y Ruby Armenta. Sus padres se separaron cuando tenía aproximadamente 13 años y asistió a la escuela secundaria de Albuquerque, aunque no se graduó. Trabajó como repartidor de bicicletas para Western Union y una vez entregó personalmente un telegrama a Harry S. Truman en 1948. También en 1948, se unió al ejército de los Estados Unidos y se formó como médico. Su carrera automotriz comenzó cuando tomó un trabajo en un concesionario de automóviles en Albuquerque. Más tarde se desempeñó como piloto de un auto de carreras patrocinado por el concesionario, y más tarde ganó los campeonatos de pista de 1955 y 1956 en Speedway Park en Albuquerque. Luego fue dueño de un equipo de carreras de autos veloces, Casey Luna Ford, de 1985 a 1995. También fue dueño de un concesionario de autos, Casey Luna Ford-Mercury.
En 1986, montó una campaña para convertirse en vicegobernador de Nuevo México como demócrata, pero no ganó. Se lanzó de nuevo en 1990 y ganó, convirtiéndose en vicegobernador del gobernador Bruce King. Decidió postularse para la gobernación de Nuevo México en 1994, dando una dura campaña hacia la nominación al gobernador titular King. Todo resultó de la frustración de Luna por no ser incluido en el círculo asesor de King y tener un papel más importante en su administración. Luna perdió contra King en las primarias demócratas, pero King perdió en su intento de reelección en las elecciones generales.